# Delaware zászlaja
A gyémántalak az állam „becenevére” utal (Diamond State, azaz „Gyémánt Állam”). Az 1777-ben adoptált címer elárulja, hogy meghatározó jelentőségű a mezőgazdaság. A kék hullámos sáv a Delaware folyóra utal.
A címercsúcson elhelyezkedő hajó arra emlékeztet, hogy Delaware-nak van tengeri kijárata, és így részesül a kereskedelem előnyeiből. A dátum arra a napra utal, amelyen Delaware elsőként írta alá a Szövetségi Alkotmányt.